# Museumswaldbahn Scharja
| Museumswaldbahn Scharja                                      | Museumswaldbahn Scharja |
| ------------------------------------------------------------ | ----------------------- |
| TU8-0167 der Museumswaldbahn Scharja mit einem Personenwagen |                         |
| Streckenverlauf im Scharja Park                              |                         |
| Streckenlänge:                                               | 2 km                    |
| Spurweite:                                                   | 750 mm (Schmalspur)     |
|                                                              |                         |

Die Museumswaldbahn Scharja (russisch Узкоколейная железная дорога Шарьинского музея леса, transkr. Uskokoleinaja schelesnaja doroga Scharinskowo museja lessa, transl. Uzkokolejnaâ železnaâ doroga Šar′inskogo muzej lesa) ist eine Schmalspurbahn in einem am 4. Oktober 2014 feierlich eröffneten Freilicht-Waldmuseum (russisch Шарьинского музея леса) bei Scharja in der Oblast Kostroma in Russland.

## Geschichte
Die zwei Kilometer lange Waldeisenbahn führt durch den Scharja-Park in der Oblast Kostroma. Sie hat eine Spurweite von 750 mm. Sie wird gelegentlich für touristische Zwecke genutzt. Die Gleise wurden wohl im Jahr 2014 verlegt, und spätestens im Jahr 2015 wurde ein neuer hölzerner Bahnsteig errichtet. Die Bahn war 2016 betriebsbereit.
Die Ausstellungsstücke bestehen vor allem aus Lokomotiven, Personen- und Güterwagen, Traktoren, zum Holzrücken genutzten Forst- und Raupenschleppern und Lastwagen sowie sogar einem kleinen Flugzeug.

## Fahrzeuge

### Lokomotiven und Draisinen
- Diesellok der SŽD-Baureihe ТУ8 – № 0167[5]
- Draisine TD-5U „Pionier“

### Wagen
- Personenwagen – PV-40T